# Музей Мориками и Японские сады
Музей Мориками и японские сады — центр японского искусства и культуры, расположенный к западу от Делрей-Бич в округе Палм-Бич, Флорида, США. Территория включает в себя два музейных здания, японские сады Родзи-эн: сад «Капли росы», сад Бонсай, библиотеку, сувенирную лавку и японское кафе «Корнелл», которое было представлено на телевизионных каналах Food Network и Vizcaya Television. В обоих зданиях проводятся временные выставки, а в главном здании проходят демонстрации, в том числе чайные церемонии и занятия. Традиционные японские фестивали отмечаются несколько раз в год.
Парк и музей названы в честь Джорджа Мориками, уроженца города Миядзу (префектура Киото), Япония, который пожертвовал свою ферму округу Палм-Бич для использования в качестве парка. Джордж Мориками был единственным членом колонии Ямато во Флориде, который остался здесь после Второй мировой войны. Первоначально он предлагал передать землю в дар городу Делрей-Бич, но тот отказался. Музей был открыт в 1977 году в здании, которое сейчас называется Ямато-кан, а главное здание музея открылось в 1993 году. В том же году началось строительство садов Родзи-эн.
Парк Мориками, включающий в себя музей, занимает 188,5 акра (76 га). В нём есть один павильон для пикника, шесть небольших навесов для пикника и детская площадка. Здесь находятся Мемориал экипажа Челленджера, (весь экипаж шаттла погиб при взрыве вскоре после старта 28 января 1986 г.) и Мемориал пионеров Ямато.
В музее и садах Мориками ежегодно проводятся японские фестивали, в том числе Ошогацу (Новый год) в январе, ярмарка Хацумэ в апреле и фестиваль фонарей (на основе японского фестиваля Обон) в октябре. Они привлекают посетителей со всего штата, как различной едой, так и предметами искусства. А фестиваль фонарей также включает в себя ежегодную игру на барабанах и интерактивную танцевальную программу. Посетители запускают свои фонари в центральное озеро после захода солнца.
Первоначальное здание музея, Ямато-кан, спроектировано в виде японской виллы с сухим ландшафтным садом. В нём находится постоянная выставка, посвященная истории колонии Ямато в Бока-Ратон, а также интерактивная выставка «Япония глазами ребёнка». В главном здании представлены три выставки, театр на 225 мест, чайхана, учебные классы, научная библиотека, сувенирная лавка и кафе «Корнелл». Коллекция Мориками насчитывает более 7 000 артефактов.
Шесть садов, составляющих «Японские сады Родзи-эн», спроектированы как дополнение к музею и вдохновлены известными стилями садов на протяжении всей истории Японии. Они были спроектированы Хоити Курису и завершены в 2001 году. Шесть исторических садов — это сад Шинден, райский сад, ранний сад камней, сад Каресансуи, сад Хиранива и современный романтический сад.
Сад Шинден вдохновлен садами периода Хэйан 9-12 веков. В это время японская знать использовала дизайн китайских садов с озёрами и островами; этот стиль сада обычно рассматривали с лодки.
Райский сад восходит к периодам Камакура и Муромати . Сады были спроектированы как храмы Будды и представляли собой буддийские небеса.
Ранний сад камней, также относящийся к периоду Муромати, был создан под влиянием китайского ландшафтного искусства и ранней концепцией дзэн.
Сады Каресансуи периода Муромати выполнены в истинном стиле дзен. Эти сады были созданы не для того, чтобы по ним ходили, а для того, чтобы их можно было рассматривать из храмов и размышлять. Стиль «сухой пейзаж» подразумевает наличие камней и гравия вместо растений.
Период Эдо был известен стилем плоского сада Хиранива. Эти сады представляли собой гибрид позднего альпинария и чайного сада. Этот стиль известен наличием пагод, фонарей и ступеней.
Последний исторический сад Мориками — это Современный романтический сад. Этот сад возник в период Мэйдзи под влиянием натурализма и Западной культуры.

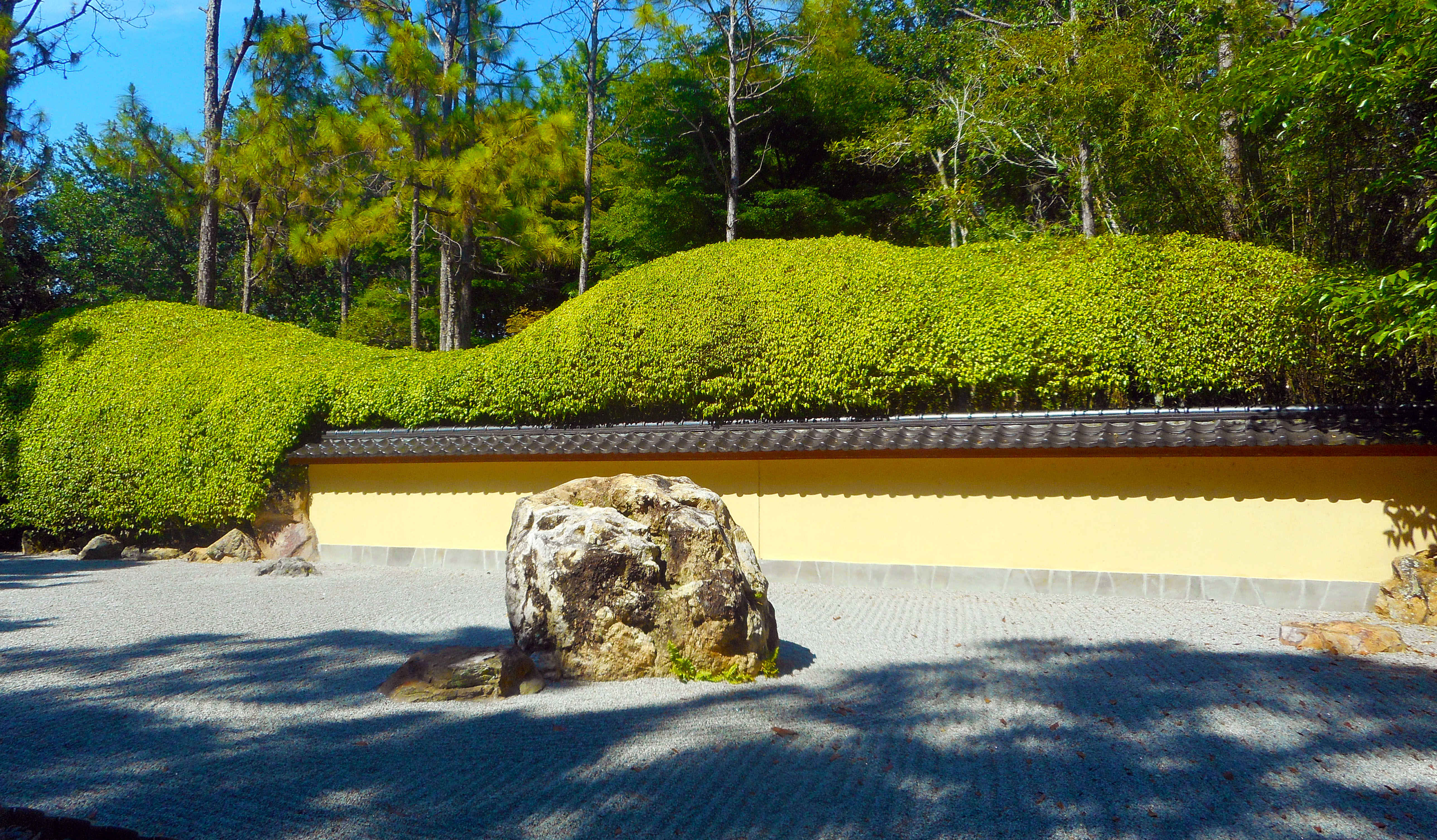
Сад камней
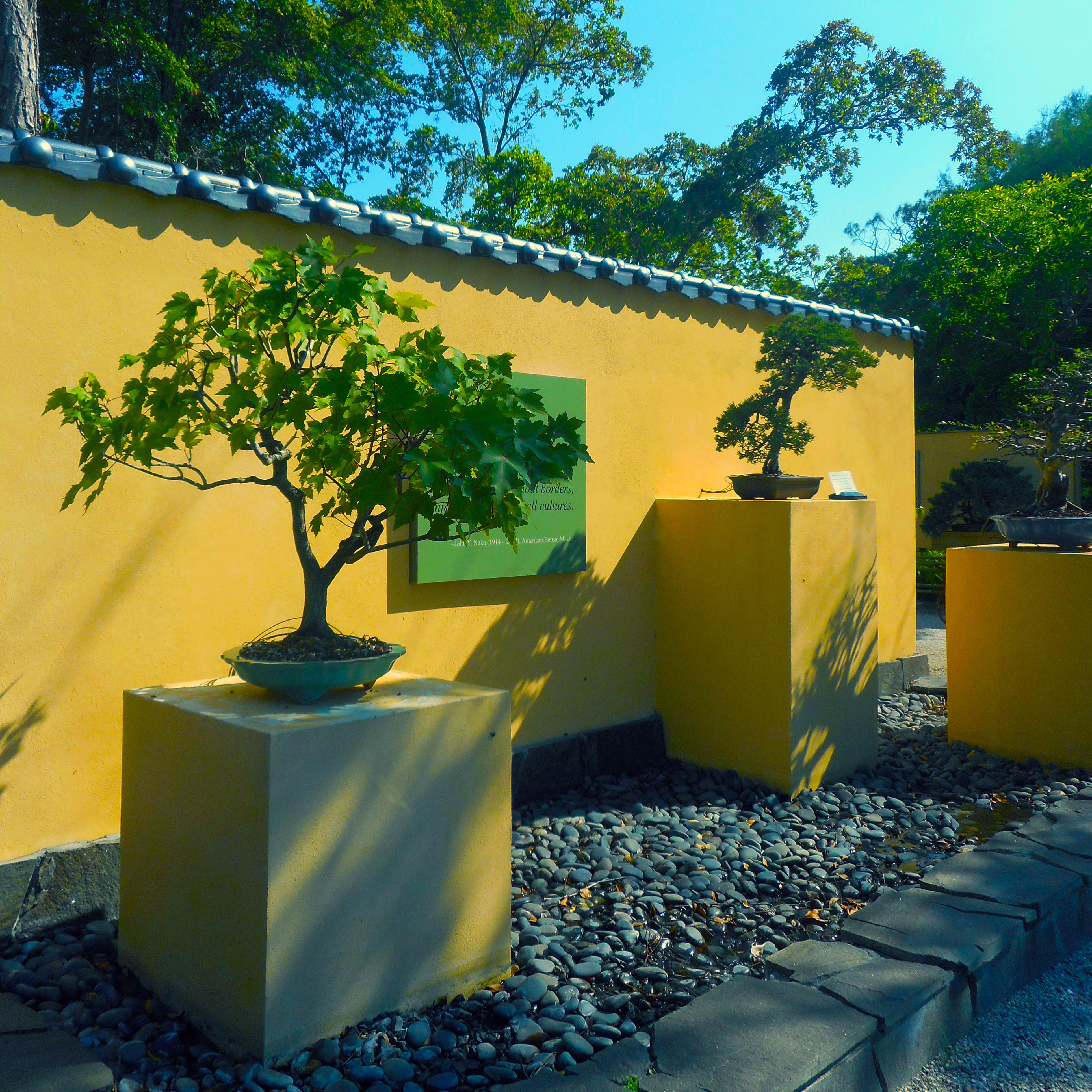
Деревья Бонзай
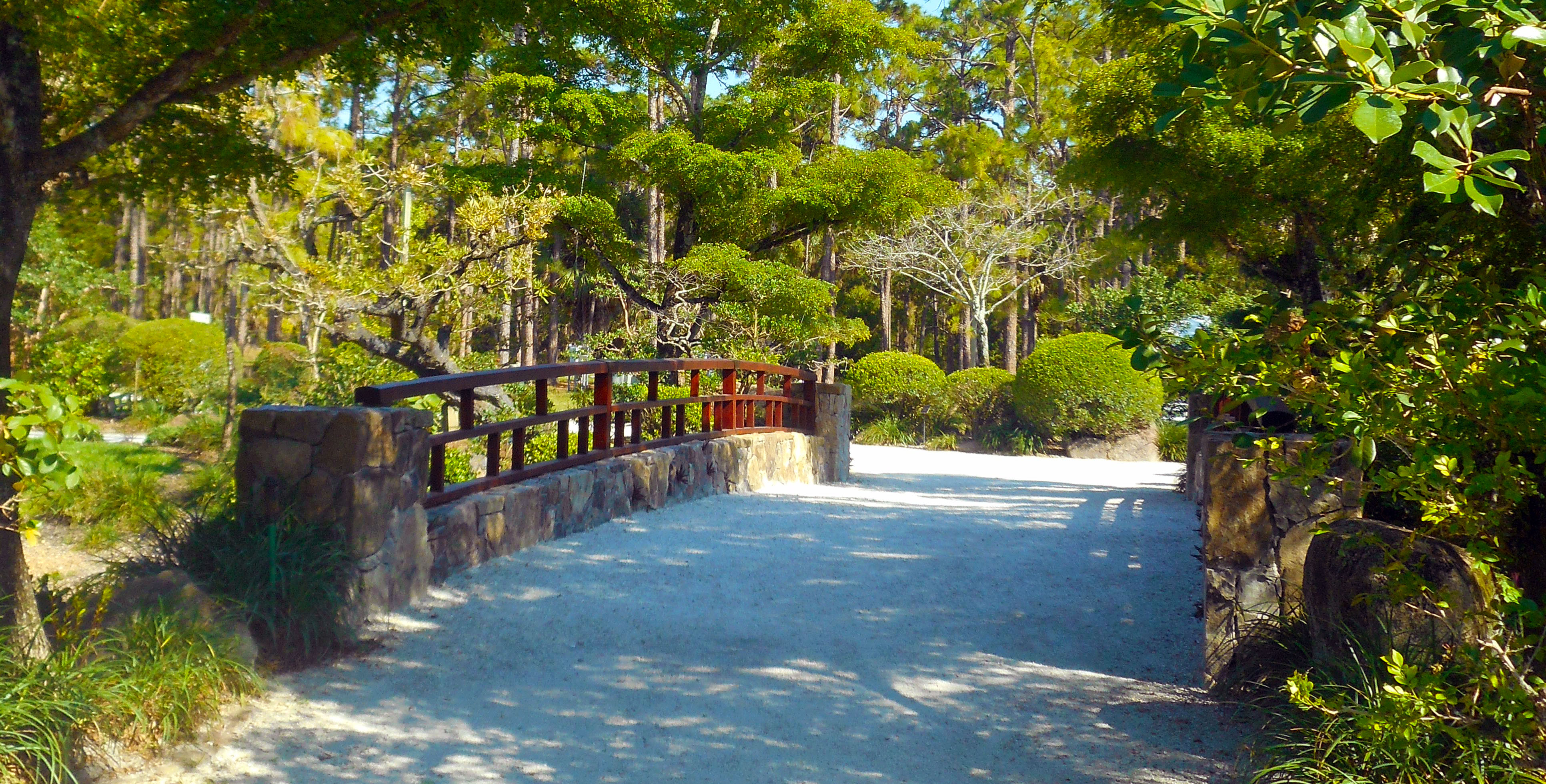
Японский мост
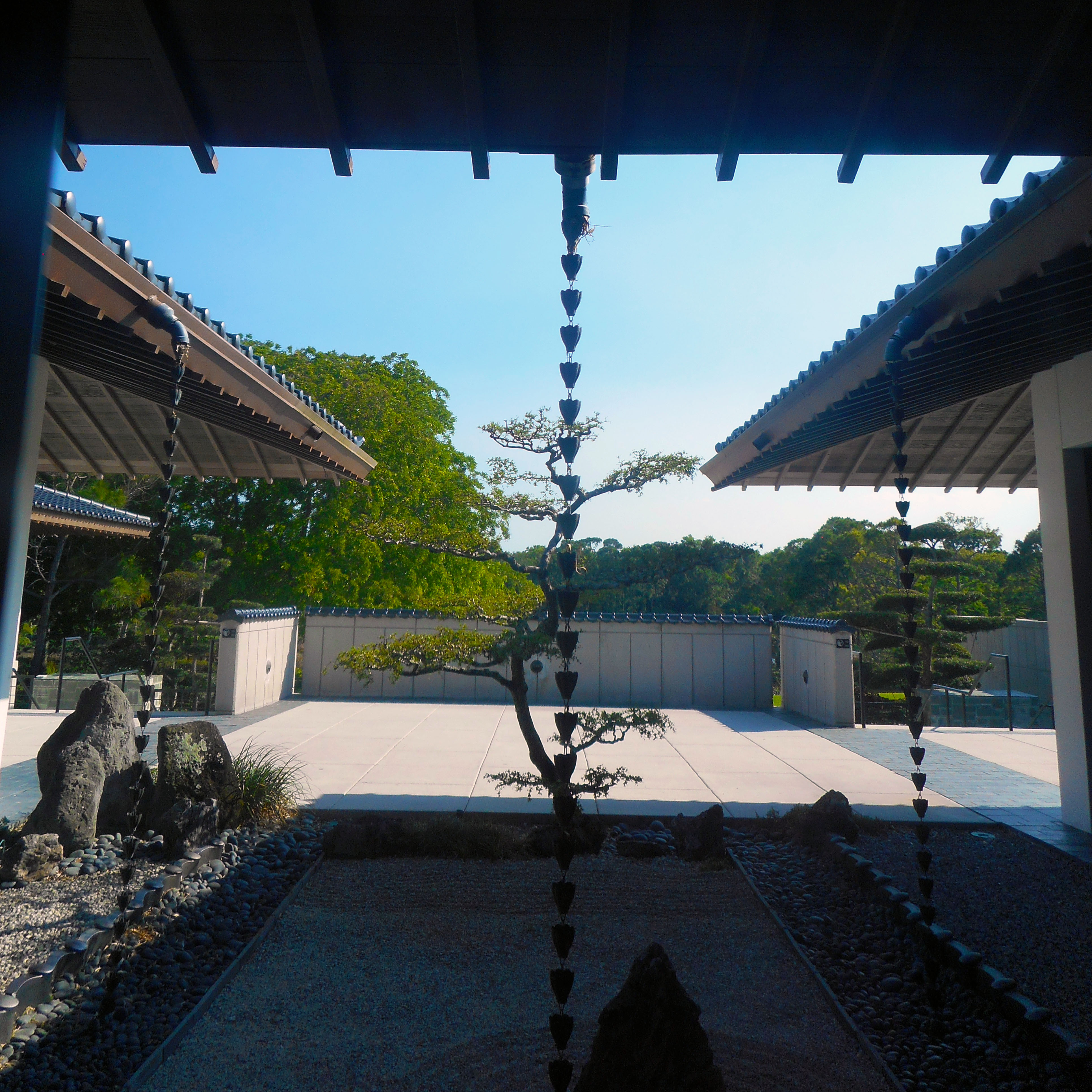
Центральный вход
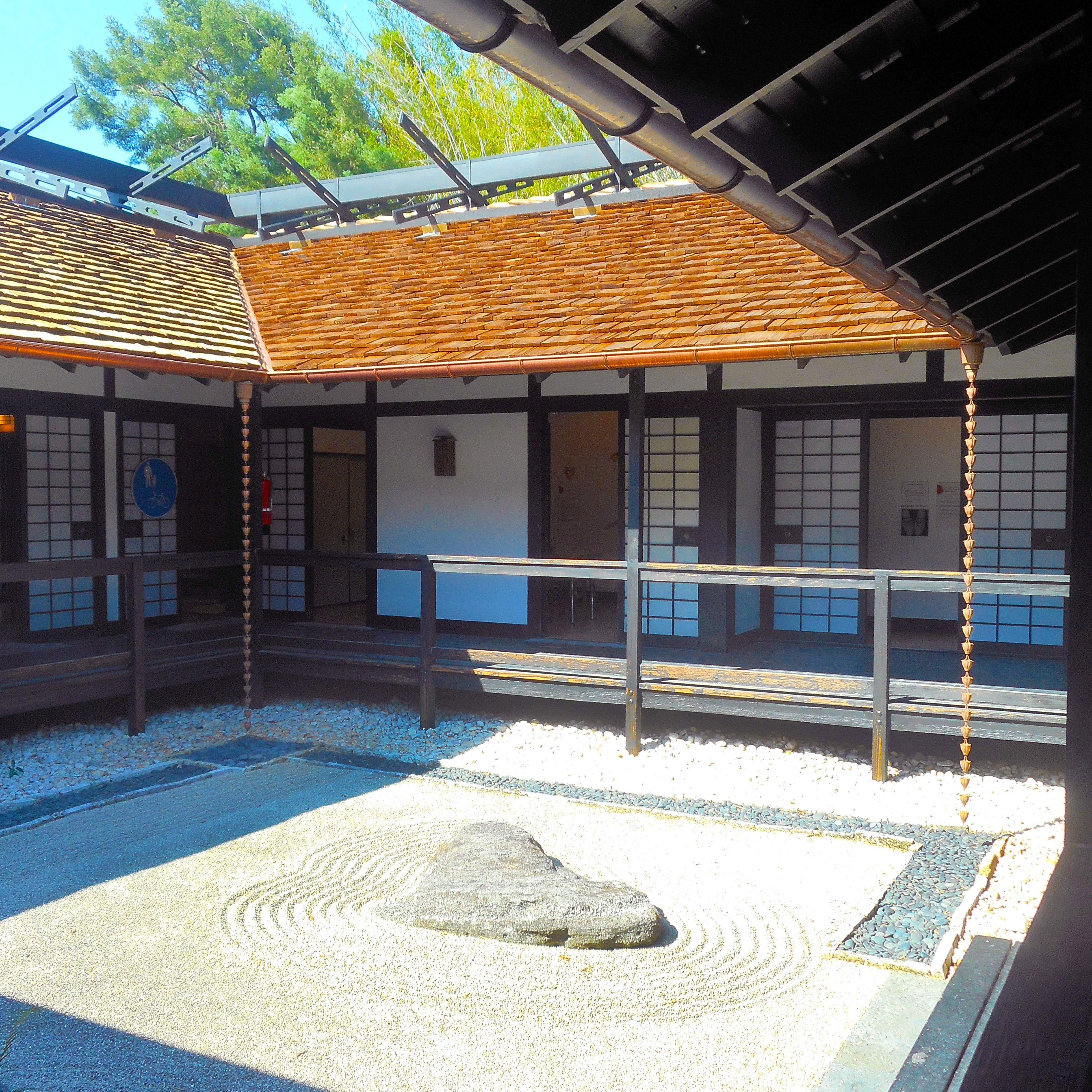
Чайный домик
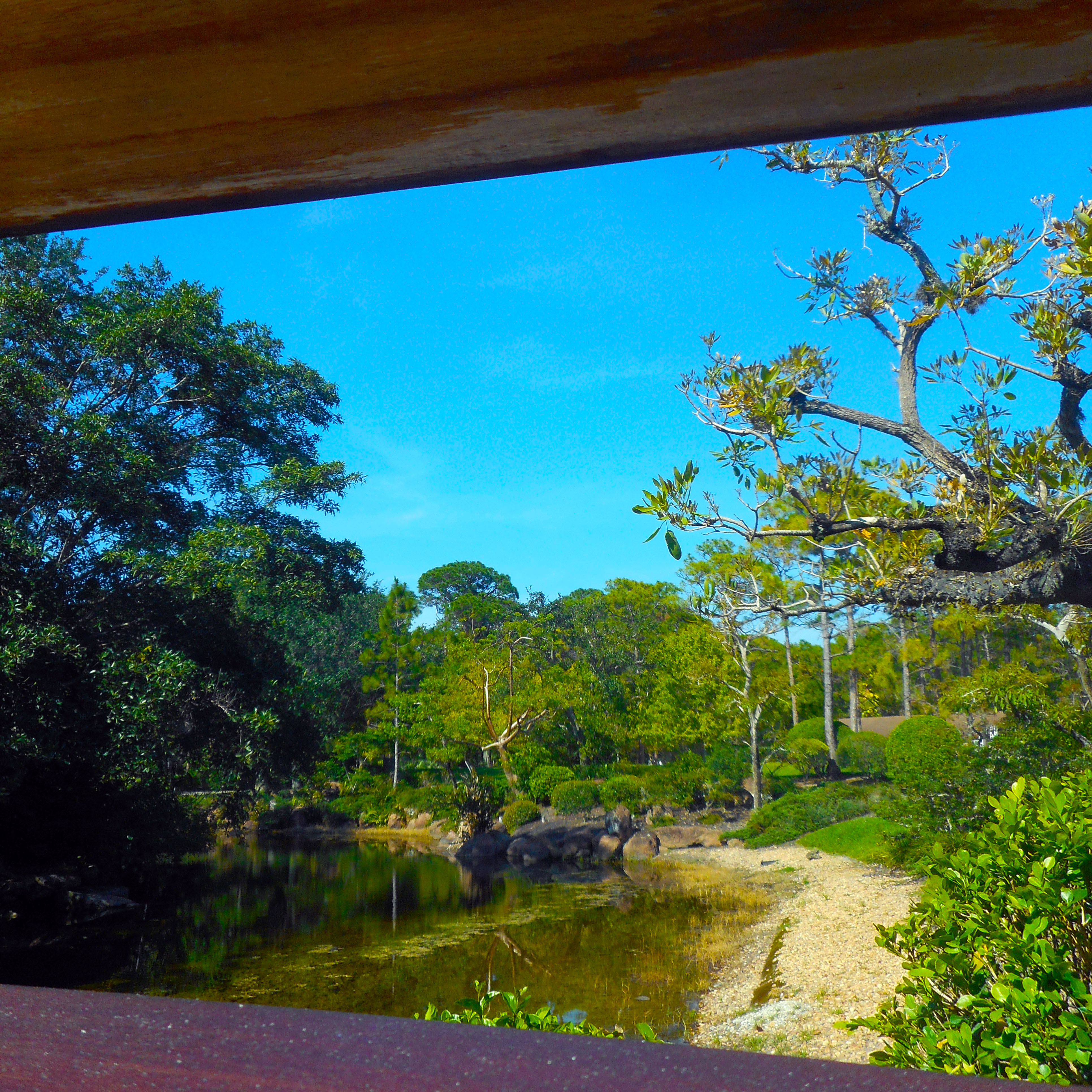
Территория садов
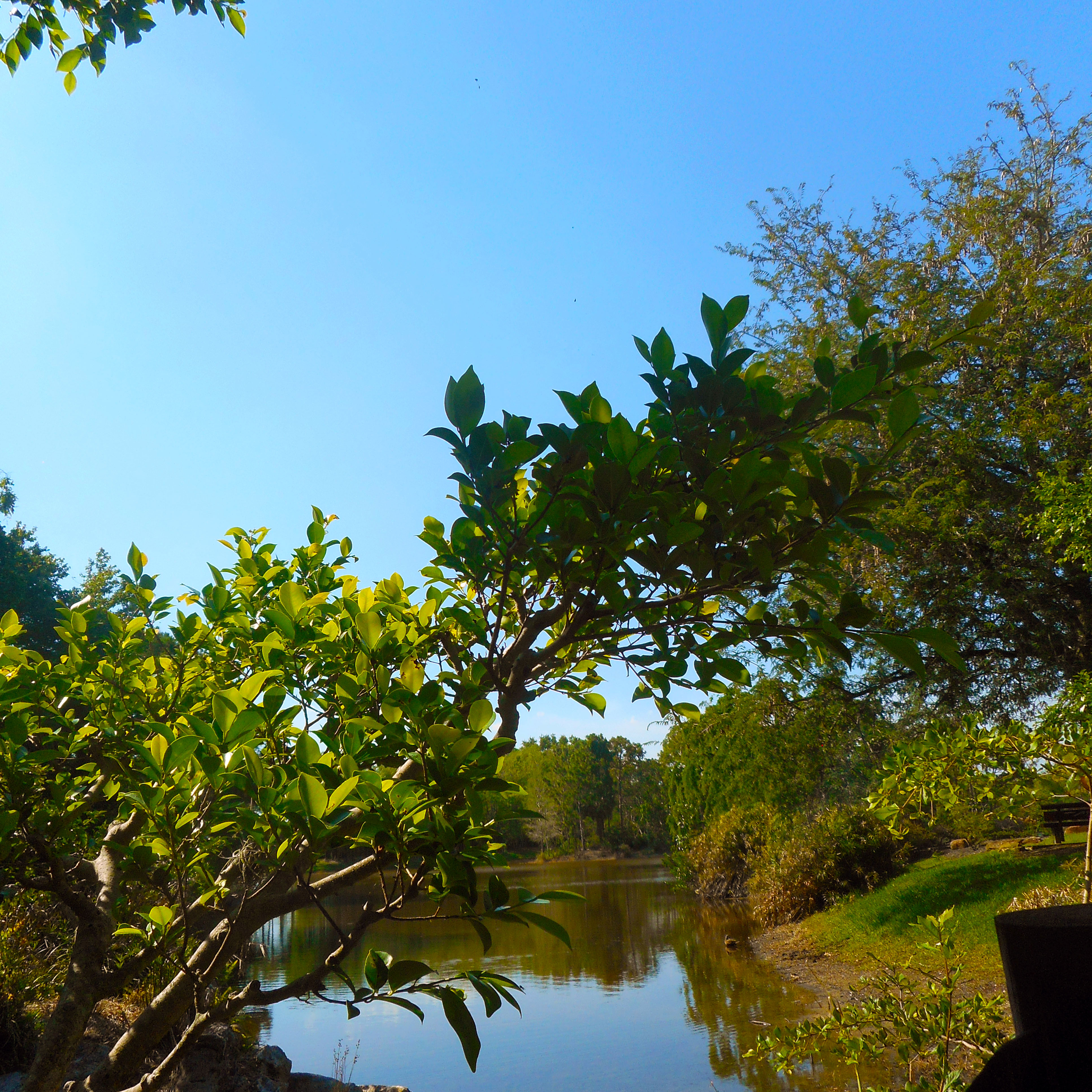
Вид на озеро из сада бонсай
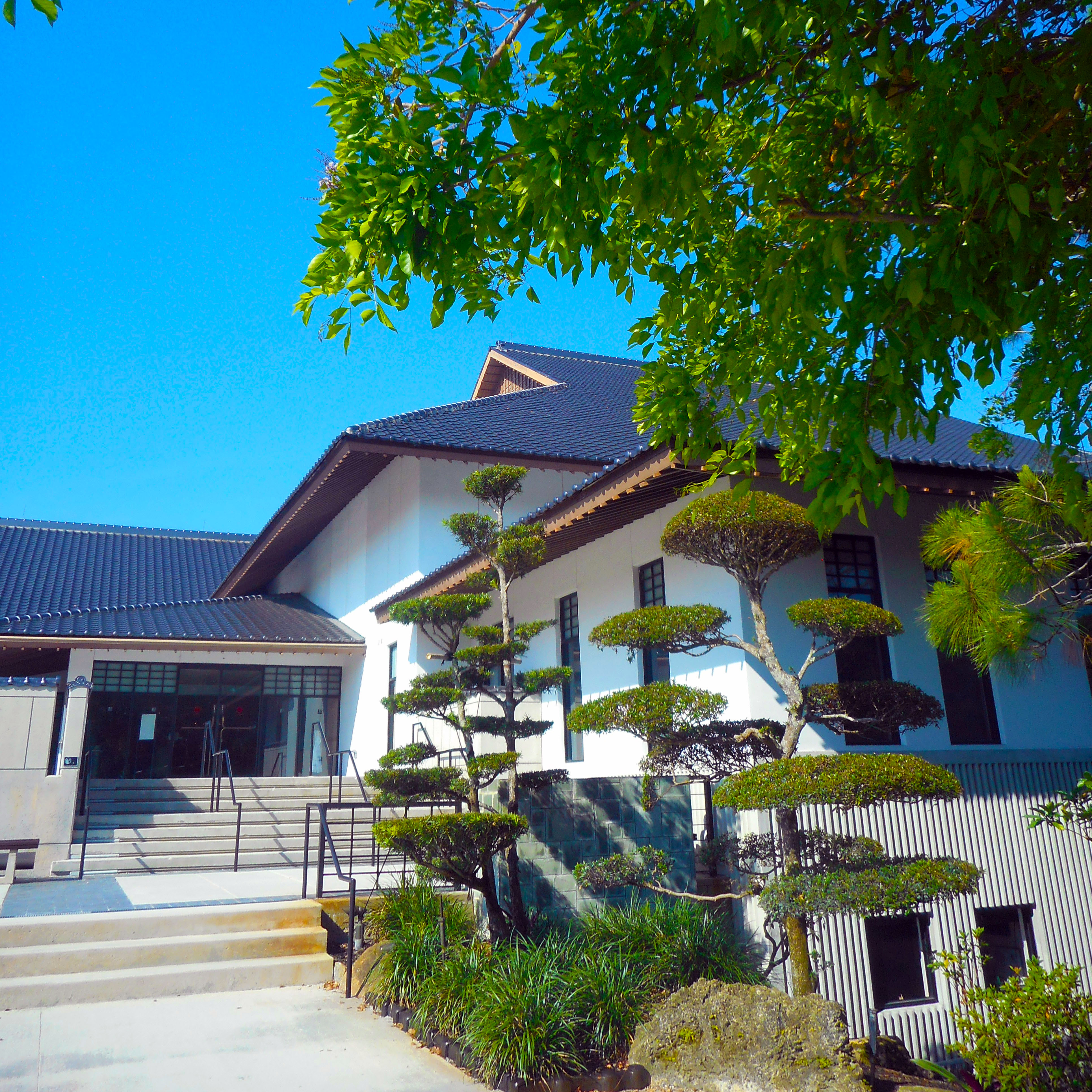
Вход в сад
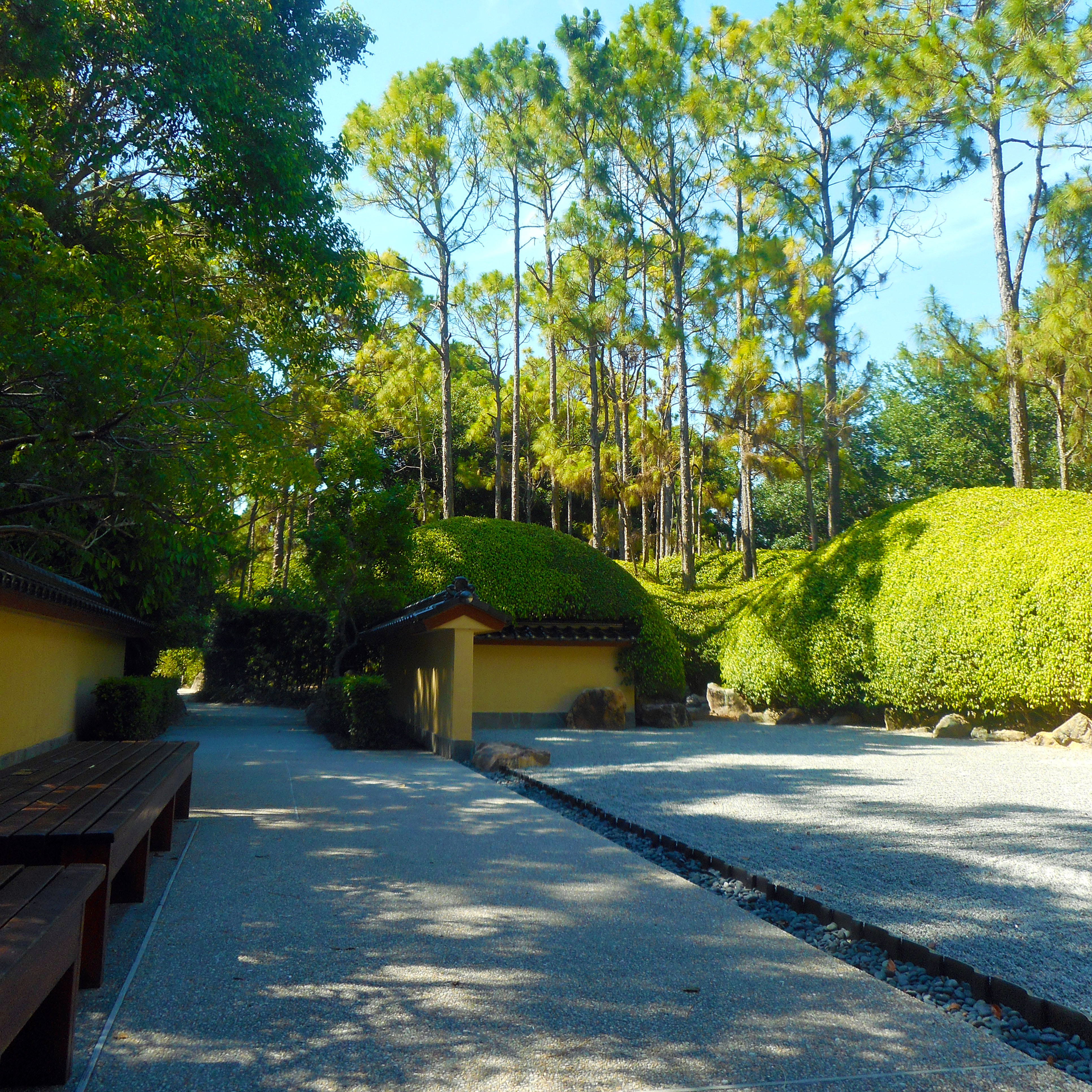
Сад камней
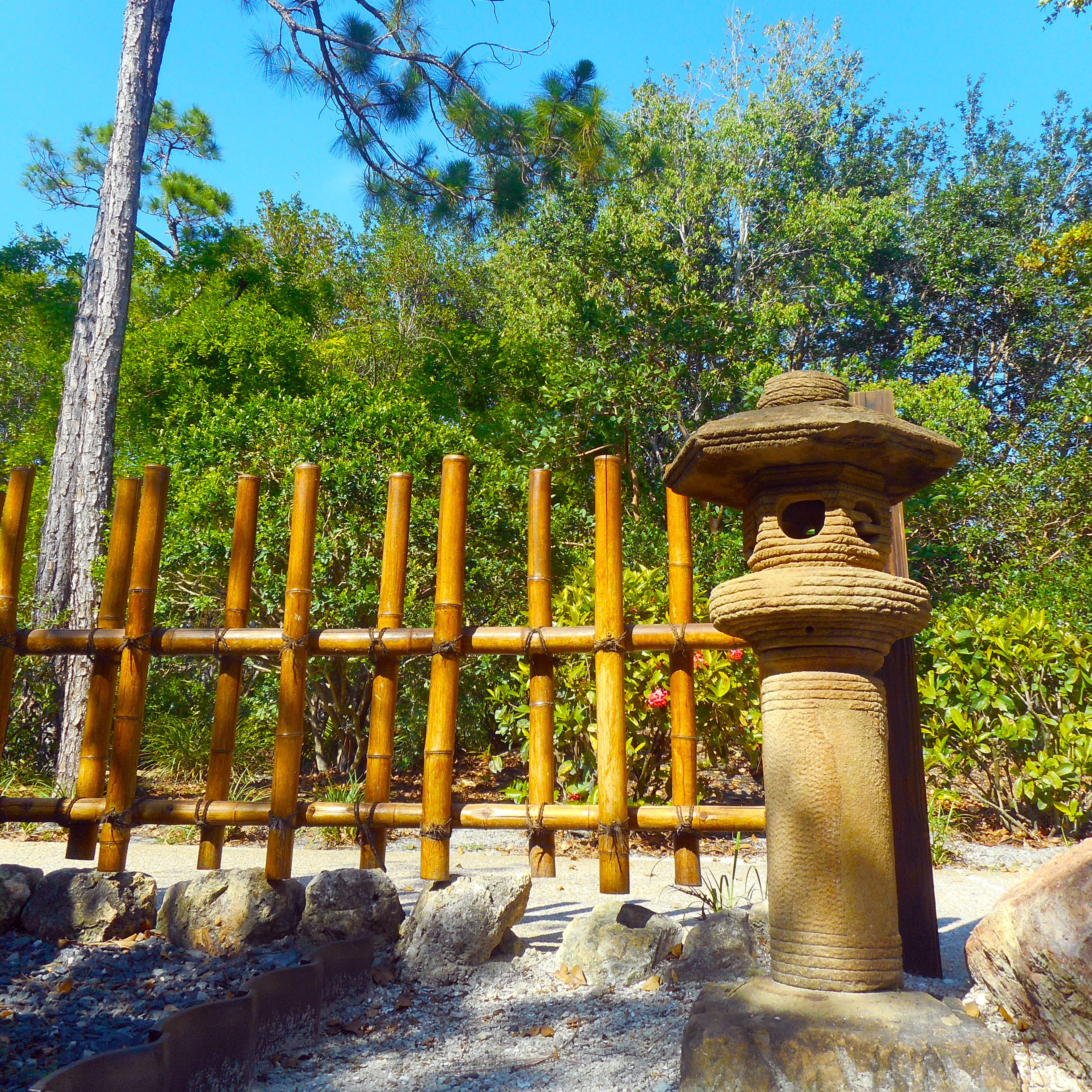
Территория садов
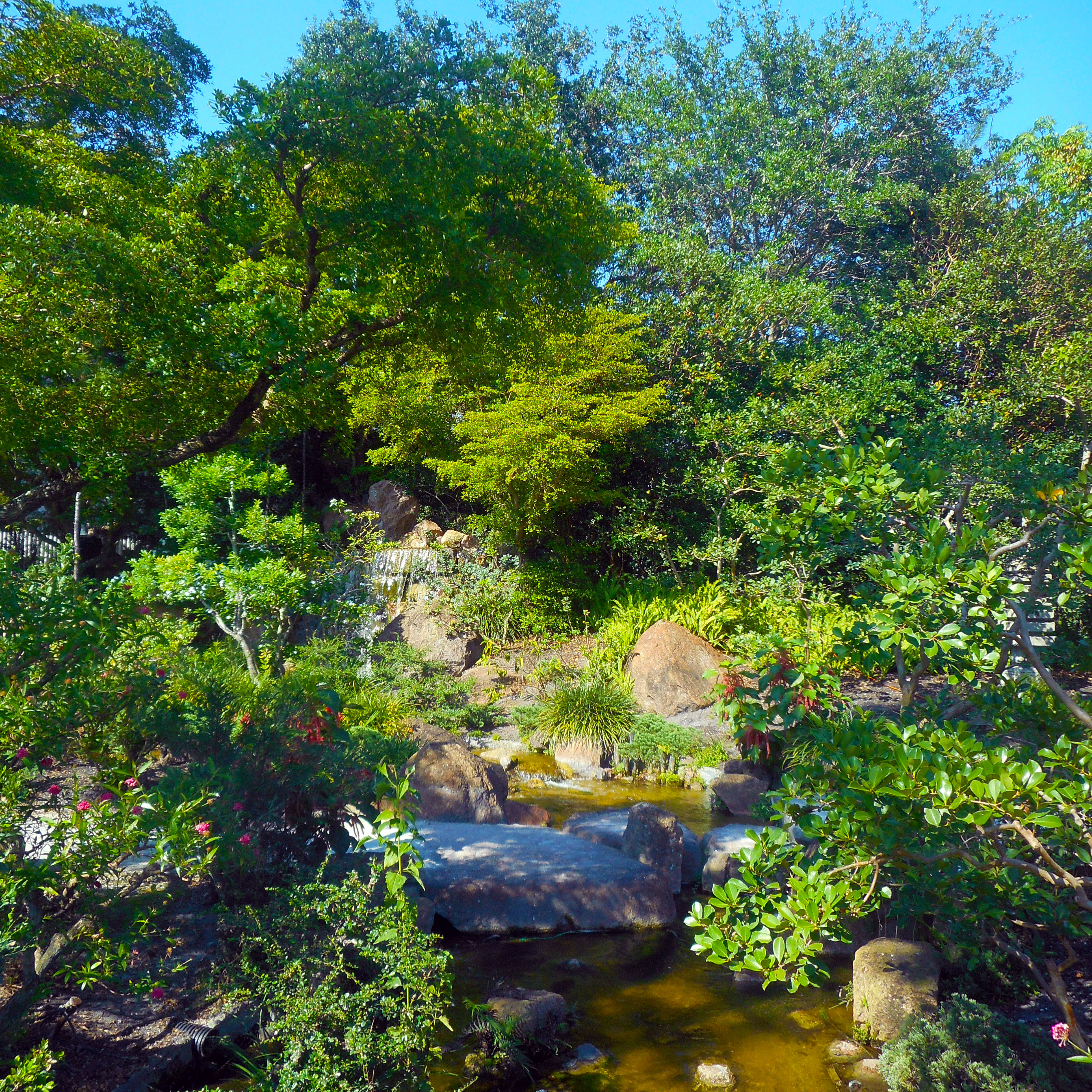
Водопад